# Milán AC 1992/1993
AC Milán v sezóně 1992/1993 (tehdy pod názvem Milán AC) získal titul v Serii A. V Lize mistrů prohrál ve finále s Olympique Marseille. V Italském poháru postoupil do semifinále, kde prohrál s AS Roma. Získal Italský superpohár po vítězství nad Parmou.

## Soupiska a statistiky
| Post           | Jméno                 | Narozen      | Stát                 | Liga z/g | Pohár z/g | LM z/g | SI z/g | Celkem |
| -------------- | --------------------- | ------------ | -------------------- | -------- | --------- | ------ | ------ | ------ |
| Brankaři       |                       |              |                      |          |           |        |        |        |
| Brankář        | Sebastiano Rossi      | 20. 7. 1964  | Itálie               | 27/25    | 6/2       | 6/2    | 0/0    | 39/29  |
| Brankář        | Francesco Antonioli   | 14. 9. 1969  | Itálie               | 9/7      | 1/0       | 4/0    | 1/1    | 15/8   |
| Brankář        | Carlo Cudicini        | 6. 9. 1973   | Itálie               | 0/0      | 1/2       | 2/0    | 0/0    | 3/2    |
| Obránci        |                       |              |                      |          |           |        |        |        |
| Obránce        | Paolo Maldini         | 26. 6. 1968  | Itálie               | 31/2     | 8/0       | 10/1   | 1/0    | 50/3   |
| Obránce        | Alessandro Costacurta | 24. 4. 1966  | Itálie               | 31/0     | 6/0       | 10/0   | 1/0    | 48/0   |
| Obránce        | Franco Baresi         | 8. 5. 1960   | Itálie               | 29/0     | 7/0       | 8/0    | 1/0    | 45/0   |
| Obránce        | Mauro Tassotti        | 19. 1. 1960  | Itálie               | 27/0     | 5/0       | 9/1    | 1/0    | 42/1   |
| Obránce        | Stefano Nava          | 19. 2. 1969  | Itálie               | 14/0     | 5/0       | 5/0    | 0/0    | 24/0   |
| Obránce        | Enzo Gambaro          | 23. 2. 1966  | Itálie               | 11/0     | 4/0       | 5/0    | 0/0    | 20/0   |
| Obránce        | Filippo Galli         | 19. 5. 1963  | Itálie               | 1/0      | 0/0       | 0/0    | 0/0    | 1/0    |
| Záložníci      |                       |              |                      |          |           |        |        |        |
| Záložník       | Gianluigi Lentini     | 27. 3. 1969  | Itálie               | 30/7     | 6/1       | 9/0    | 1/0    | 46/8   |
| Záložník       | Demetrio Albertini    | 23. 8. 1971  | Itálie               | 29/2     | 6/0       | 7/1    | 1/0    | 43/3   |
| Záložník       | Frank Rijkaard        | 30. 9. 1962  | Nizozemsko · Surinam | 22/2     | 5/0       | 6/3    | 0/0    | 33/5   |
| Záložník       | Stefano Eranio        | 29. 12. 1966 | Itálie               | 21/2     | 7/1       | 5/1    | 0/0    | 33/4   |
| Záložník       | Roberto Donadoni      | 9. 9. 1963   | Itálie               | 20/1     | 0/0       | 6/0    | 1/0    | 27/1   |
| Záložník       | Alberigo Evani        | 1. 1. 1963   | Itálie               | 18/0     | 4/1       | 6/0    | 1/0    | 29/1   |
| Záložník       | Zvonimir Boban        | 8. 10. 1968  | Chorvatsko           | 13/0     | 3/0       | 6/1    | 0/0    | 22/1   |
| Záložník       | Fernando De Napoli    | 15. 3. 1964  | Itálie               | 4/0      | 2/0       | 1/0    | 0/0    | 7/0    |
| Útočníci       |                       |              |                      |          |           |        |        |        |
| Útočník        | Daniele Massaro       | 23. 5. 1961  | Itálie               | 29/5     | 7/2       | 9/2    | 1/1    | 46/10  |
| Útočník        | Jean-Pierre Papin     | 5. 11. 1963  | Francie              | 22/13    | 4/4       | 7/3    | 1/0    | 34/20  |
| Útočník        | Marco van Basten      | 31. 10. 1964 | Nizozemsko           | 15/13    | 1/0       | 5/6    | 1/1    | 22/20  |
| Útočník        | Ruud Gullit           | 1. 9. 1962   | Nizozemsko · Surinam | 15/7     | 6/4       | 4/0    | 1/0    | 26/11  |
| Útočník        | Marco Simone          | 7. 1. 1969   | Itálie               | 13/5     | 4/0       | 8/4    | 0/0    | 25/9   |
| Útočník        | Dejan Savićević       | 15. 9. 1966  | Černá Hora           | 10/4     | 4/3       | 3/0    | 0/0    | 17/7   |
| Útočník        | Aldo Serena           | 25. 6. 1960  | Itálie               | 1/0      | 1/0       | 0/0    | 0/0    | 2/0    |
| Realizační tým |                       |              |                      |          |           |        |        |        |
| Trenér         | Fabio Capello         | 18. 6. 1946  | Itálie               | 34/0     | 8/0       | 11/0   | 1/0    | 54/0   |
| As. trenéra    | Italo Galbiati        | 8. 8. 1937   | Itálie               | 34/0     | 8/0       | 11/0   | 1/0    | 54/0   |

- - poznámka : brankaři mají góly obdržené